# Lisa dagli occhi blu/Mi si ferma il cuore
Lisa dagli occhi blu/Mi si ferma il cuore (en español Lisa de ojos azules/Mi corazón se detiene) es un sencillo italiano de 45 rpm de 1969 del cantante Mario Tessuto. El álbum se convirtió rápidamente en uno de los más vendidos del año: permaneció entre los diez primeros durante quince semanas, permaneció en primer lugar dos semanas del 16 al 23 de julio y regresó durante otras cuatro semanas del 20 de agosto al 10 de septiembre.
El compositor Roberto Tardito rindió homenaje a la canción en su álbum Era una gioia appiccare il fuoco, citando algunos versos en la canción Coppia con la testa piena di nuvole. La pieza fue incluida en la compilación Disco estate 1969 cantada por Luciano con la orquesta de Mario Battaini. 

## Disco

### Lado A
La canción en el lado A, Lisa dagli occhi blu, es sin duda la más conocida grabada por Fabric, y fue un verdadero eslogan  de los años 60; de allí también se toma la película italiana homónima del género musicarello. 
Escrita por Giancarlo Bigazzi y compuesta por Claudio Cavallaro la canción ocupa el segundo lugar el Disco para el verano de 1969 en Italia, detrás de Pensando a te de Al Bano. 
En 1984, el cantante francés Pascal grabó una versión francesa, titulada Petite fille aux yeux bleus . 

### Lado B
En el lado B está la canción Mi ferma il cuore, escrita por Bigazzi, mientras que la música está compuesta por Cavallaro junto con el mismo Fabric. 

## Posición en listas de éxitos
- El sencillo más vendido del verano de 1969 y el cuarto single más vendido del año.[4]